# Lovdarite
La lovdarite è un minerale.